# Fort Portneuf
Le Fort Portneuf ou Fort Toronto, est construit en avril 1750 entre l'embouchure de la rivière Humber et le Grenadier Pond, dans le quartier de Swansea, près du centre-ville de Toronto, au Canada.  Ce fort est connu comme le Magasin Royal, reprenant ainsi le titre de son prédécesseur. Le Fort Portneuf succède au Fort Douville, situé 3 km en amont dans l'actuel quartier de Baby Point. Il est remplacé de facto par le Fort Rouillé, situé 4 km à l'est. Seul le Fort Rouillé demeure encore pérenne.

## Historique
En avril 1750, Antoine Louis Rouillé donne la permission de construire un petit poste de traite fortifié, sur la rive est de l'embouchure de la rivière Humber sur le lac Ontario, la rivière étant alors appelée la rivière Toronto. Le but de ce fort est de détourner le commerce du fort britannique Chouaguen. Le fort est couramment nommé Portneuf car l'officier chargé de sa construction est Pierre Robineau de Portneuf. Aussi connu sous le nom de Fort Toronto, ce fort rencontre un succès commercial immédiat auprès des Premières Nations. 
En août 1750, son succès conduit à l'établissement des plans de construction pour un fort plus grand dans la région. De l'automne 1750 jusqu'en avril 1751, le nouveau fort construit s'identifie sous le nom de Fort Rouillé. Ce dernier est opérationnel jusqu'en 1759. 
Le Fort Portneuf est abandonné durant la décennie 1750, avant d'être rénové par Jean-Bonaventure Rousseau en 1770, dans le but d'en faire un poste de traite de fourrures. En 1774, il délègue l'opération du poste à son fils, Jean-Baptiste Rousseau, qui y réside avec sa famille. En 1795, Rousseau accepte une concession de terres à Head of the Lake, près d'Ancaster, et y déménage pour continuer sa profession de marchand de fourrures avec les peuples des Premières Nations.